# Großderschau
Grossderschau est une commune allemande de l'arrondissement du Pays de la Havel, Land de Brandebourg.

## Géographie
Großderschau se situe sur la Dosse, dans le parc naturel du Westhavelland.
La commune comprend les quartiers d'Altgarz et Rübehorst.
|          | Neustadt Sieversdorf-Hohenofen |            |
| Havelaue | Großderschau                   | Dreetz     |
|          | Rhinow                         | Gollenberg |

Großderschau se trouve sur la Bundesstraße 102.

## Histoire
De 1773 à 1775, après la construction de l'endiguement de la Dosse, la colonie de Friedrichsdorf comprend neuf villages et hameaux : Brenkenhof, Großderschau, Klein-Derschau, Friedrichsbruch, Jülitz, Klausiushof, Wilhelminenaue, Petershagen, Raminsgut.
En 1785, on bâtit une église simultanée luthérienne et réformée.
Le nom de Großderschau est un hommage à Christoph Friedrich von Derschau.
En 1939, Friedrichsdorf et Großderschau fusionnent puis Friedrichsbruch en 1965, Alt Garz et Rüberhorst en 1974 se joignent à Großderschau.

## Personnalités liées à la commune
- Adolf Rautmann (1863-1937), clown né à Brenkenhof.
- Heinz-Peter Schlüter (1949–2015), homme d'affaires.

## Source
- (de) Cet article est partiellement ou en totalité issu de l’article de Wikipédia en allemand intitulé « Großderschau » (voir la liste des auteurs).